# Luiz Alberto Cassol
Luiz Alberto Brizola Cassol, conhecido como Luiz Alberto Cassol (Santa Maria, 20 de junho de 1969) é um cineclubista, diretor, produtor e roteirista brasileiro.

## Biografia

### De Cinéfilo a Cineclubista
O começo foi como cinéfilo, frequentando muito o cinema em sua cidade natal. Frequentava as salas de cinema Glória, Independência e Glorinha.
Em 1993, começou a frequentar o Cineclube Lanterninha Aurélio, da Cesma (Cooperativa dos Estudantes de Santa Maria), tornou-se cineclubista. No local passou a assistir outras cinematografias, começou a colaborar com a escolha dos filmes a serem exibidos até que passou a integrar a equipe de de coordenação do cineclube. Paralelamente, em 1995, ano do centenário do cinema, apresentou para à diretoria do Sindicato dos Bancários de Santa Maria o projeto de criação do Otelo Cineclube. Em 1996, idealizou o I Encontro de Cinema de Santa Maria, no mesmo cineclube. De 1995 a 1999, atuou com outras pessoas na organização do Otelo Cineclube, junto com o Sindicato dos Bancários.
Desde então, trabalha com projetos cineclubistas, cursos, curadorias e mostras.
Em 2004 passou a integrar a comissão de reorganização do movimento cinelcubista no Brasil. Entre 2006 e 2010 foi Vice-Presidente do Conselho Nacional de Cineclubes Brasileiros (CNC). Em dezembro de 2010, foi eleito Presidente do CNC exercendo um mandato de dois anos. Integra o grupo Ibero-Americano da FICC – Federação Internacional de Cineclubes.

### Inicio da carreira
Quando em 1995 foi celebrado o centenário do cinema, fez um curso de extensão de cinema pela Universidade Federal de Santa Maria (UFSM).  Neste momento, integrou a primeira equipe da TV Campus - TV Universitária da UFSM, até 1999.
Em 1998, dirigiu seu seu primeiro curta-metragem, o documentário Àguas Dançantes, lançado em 1999, uma homenagem as salas de cinema de calçada de sua infância e ao Cineclube Lanterninha Aurélio.

### Atuação profissional
Para além de sua atuação como cineasta, foi o idealizador do festival Santa Maria Vídeo e Cinema, o qual atua até hoje na equipe de coordenação. Integrou  a Estação Cinema – Associação dos Profissionais Técnicos de Santa Maria (tendo sido seu primeiro presidente), participou de duas gestões da Associação Profissional de Técnicos Cinematográficos do Estado do RS - APTC/ABD RS e do conselho consultivo do Congresso Brasileiro de Cinema (2010).
Foi presidente da CESMA - Cooperativa dos Estudantes de Santa Maria (2009). Em 2011, foi nomeado diretor do IECINE - Instituto Estadual de Cinema do Rio Grande do Sul e da Cinemateca Paulo Amorim. Atualmente integra o grupo Entre-Fronteiras e é vice-presidente da Fundacine - Fundação de Cinema RS.
No segmento da publicidade, atua na produção de audiovisuais empresariais e produções para a web.
Um entusiasta dos cineclubes. Dedica-se em especial a produção de documentários, com os quais já abarcou várias indicações à participação em festivais e alguns prêmios.

## Filmografia

### Documentários
| Ano  | Título                       | Tema | Duração | Ref                  |
| ---- | ---------------------------- | --- | ------- | -------------------- |
| 2020 | Deborah! O Ato da Casa.      | Durante a quarentena, por meio de uma tela, pela rede, velocidades diferentes, casas diferentes, olhos e mãos refletem a vida, a obra e as criações da atriz e diretora Deborah Finocchiaro. Por isso, no isolamento, novas narrativas e encontros. | 94'5"   | [ 16 ]               |
| 2020 | Golpe                        | Uma reflexão sobre os fatos políticos que marcaram a destituição de Dilma Rousseff da presidência do Brasil. | 70'     | [ 17 ]               |
| 2019 | Alexandra                    | A história da jornalista Alexandra Zanela, que nasceu em uma comunidade rural do Rio Grande do Sul, e sua trajetória na luta pela equidade dos direitos das mulheres. | 15'     | [ 18 ]               |
| 2018 | Grandes Médicos              | Os relatos de pesquisadores, biógrafos e familiares demonstram como a medicina no Brasil está marcada pela dedicação de oito profissionais. Emílio Ribas, Adolpho Lutz, Oswaldo Cruz, Carlos Chagas, Manoel de Abreu, Juscelino Kubitschek, Zilda Arns e Euryclides Zerbini são os personagens que abordam políticas de saúde pública, descobertas e histórias de vida que alteraram de forma radical a área das ciências médicas. | 72'     | [ 19 ]               |
| 2016 | Tabaré Inácio                | Revela a história de vida de seu Inácio, porteiro há mais de trinta anos em um prédio no centro de Porto Alegre. | 19'50"  | [ 20 ]               |
| 2016 | Todos                        | Sobre "o que é acessibilidade?" | 80'     | [ 21 ]               |
| 2016 | Janeiro 27                   | Sobre o Incêndio na Boate Kiss em Santa Maria/RS) | 84'     | [ 22 ] [ 23 ] [ 24 ] |
| 2015 | Edmundo                      | Sobre a vida e trajetória de Edmundo Cardoso, líder de movimentos artísticos e culturais de Santa Maria/RS. | 72'     | [ 23 ]               |
| 2014 | Doc 143                      | O que você pensa do mundo aos dez anos de idade? A turma 143 já respondeu. | 7'      | [ 25 ]               |
| 2009 | Câncer - Sem Medo da Palavra | Pessoas que falam sobre o Câncer sem medo da palavra | 70'     | [ 26 ] [ 27 ] [ 28 ] |
| 2007 | Faltam 05 Minutos            | Retrata os instantes finais de uma partida emocionante entre o Inter de Santa Maria e o Pelotas/RS. | 19'32"  | [ 29 ]               |
| 2006 | Super-70                     | Sobre filmes produzidos na película Super-8 na década de 70 na cidade de Santa Maria/RS. | 20'     | [ 30 ]               |
| 2005 | Versões                      | Jornalistas de várias partes do mundo que cobrem Fórum Social Mundial. Cada qual com Ideias e recortes diferentes de um mesmo lugar. | 28'     | [ 31 ]               |
| 2004 | inSanidades                  | Você acha que sua vida é uma loucura? Por quê? | 20'     | [ 32 ]               |
| 1998 | Águas dançantes              | A magia que a arte cinematográfica e as salas de cinema exercem sobre as pessoas e a relação delas com essa arte. | 15'     | [ 33 ] [ 34 ]        |

### Ficção
| Ano  | Título                   | Sinopse | Duração | Ref                  |
| ---- | ------------------------ | --- | ------- | -------------------- |
| 2018 | Grito                    | O exato momento em que se dá uma despedida? Aquele espaço de tempo que não pode ser verbalizado. O que fica, o que está, o que é? Um momento que pode significar todos os caminhos. |         | [ 35 ]               |
| 2015 | Nem Isso                 | Baseado na crônica “Stadtluft”, de Luis Fernando Veríssimo | 6'30"   | [ 36 ]               |
| 2008 | Fome de Quê?             | A sociedade acredita que eles nasceram nas ruas. Zé é um deles. | 13'     | [ 37 ] [ 38 ] [ 39 ] |
| 2007 | Anonymous                | |         |                      |
| 1999 | O número que você discou | Executivo depende do celular e da internet. Recebe uma mensagem no correio eletrônico... e vai para as ruas.                                                                        | 31'     | [ 40 ]               |

## TV - Diretor
- 2014 - Animal (13 episódios para o GNT) - Diretor de segunda unidade (13 episódios).

## Premiações

### Festivais de cinema
| Ano  | Título            | Festival                                           | País      | Prêmio                                                                                    | Ref           |
| ---- | ----------------- | -------------------------------------------------- | --------- | ----------------------------------------------------------------------------------------- | ------------- |
| 2020 | Alexandra         | Festival Audiovisual El Parque Paraguayo           | Argentina | Menção honrosa                                                                            | [ 41 ]        |
| 2018 | Grito             | 46º Festival de Cinema de Gramado                  | Brasil    | Melhor(es) ator(es) na mostra de curtas gaúchos, para Sirmar Antunes e Clemente Viscaíno. | [ 42 ] [ 43 ] |
| 2017 | Todos             | Festival de Cinema Itinerante da Língua Portuguesa | Portugal  | Menção honrosa na Competição de Documentários                                             | [ 44 ] [ 45 ] |
| 2008 | Faltam 05 Minutos | Mostra Curtas Cariri/CE                            | Brasil    | Melhor Filme pelo Júri Popular                                                            | [ 46 ]        |
| 2004 | inSanidades       | Goiânia Mostra Curtas                              | Brasil    | Menção Honrosa                                                                            | [ 47 ]        |

### Publicidade
| Ano  | Título                                         | Agência | Evento                                | País   | Prêmio                         | Ref    |
| ---- | ---------------------------------------------- | ------- | ------------------------------------- | ------ | ------------------------------ | ------ |
| 2005 | Prefeitura de Santa Maria - Mil dias de gestão | Tríade  | XVIII Salão da Propaganda do Mercosul | Brasil | Destaque Diretor de Comerciais | [ 48 ] |

### Outras premiações
Em 2011, recebeu o Troféu “Sérgio de Assis Brasil” da Câmara de Vereadores de Santa Maria, homenagem conferida à personalidade de destaque na área cultural de vídeo e cinema do município.

### Homenagens
Em 2015, recebeu uma mostra de seus filmes e uma homenagem na I Mostra Internacional de Cinema de São Gabriel/RS.